# ラズル
ラズル（Razzle、本名：ニコラス・チャールズ・ディングリー (英語: Nicholas Charles Dingley)、1960年12月2日 - 1984年12月8日）は、イングランド出身の音楽家（ドラマー）で、ハノイ・ロックスの元メンバー。

## 来歴
イングランド・ウォリックシャーのロイヤル・レミントン・スパで生まれ、後にウェスト・ミッドランズ・コヴェントリー、そしてワイト島・ビンステッドで育つ。1982年にハノイ・ロックスに加入。1984年12月8日、アメリカ合衆国カリフォルニア州レドンドビーチにて、モトリー・クルーのヴィンス・ニールの運転する車に同乗していたが、同車が交通事故を起こし、それに巻き込まれて死亡した。24歳没。